# Province du Dauphiné
Ne pas confondre avec l'actuelle entité géographique et culturelle du Dauphinois
Pour les articles homonymes, voir Dauphiné (homonymie).
1349–1790
Entités précédentes :
- Dauphiné de Viennois
- Principauté d'Orange (1713)

Entités suivantes :
- Isère
- Drôme
- Hautes-Alpes
- Vaucluse
- Duché de Savoie (Dauphiné italien) (1713)

La province du Dauphiné est une ancienne province française intégrée au royaume de France en vertu du traité d'union du Dauphiné à la France en 1349, et dissoute par le décret de la division de la France en départements en 1790, lors de la Révolution française. Ses habitants sont les Dauphinois.

## Histoire

### «Transport» de la province du Dauphiné de Viennois au royaume de France

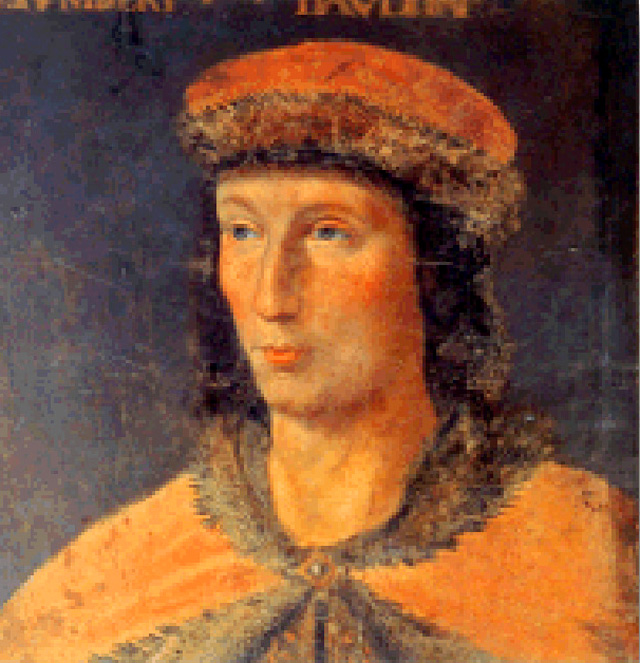
Le dauphin Humbert II

Le vaste Dauphiné de Viennois n'avait pas manqué d'attirer l'attention des rois de France. Les Capétiens intervinrent de plus en plus ouvertement, notamment à propos de conflits frontaliers ou d'hommages contestés. Philippe le Bel alla jusqu'à infliger des amendes à des sujets du dauphin. Mieux que cela, moyennant une pension, il obtint d'Humbert Ier, devenu son homme lige, qu'il fournisse un contingent d'hommes d'armes.
Guigues VIII de La Tour du Pin (1309-1333), dauphin de Viennois, épousa en 1323 Isabelle de France (1312-1348), la fille du roi de France Philippe V le Long. Philippe VI de Valois, devenu roi de France à son tour, allait trouver dans la politique d'Humbert II (1333-1349), qui avait succédé à son frère Guigues VIII, l'occasion décisive.
Ce dernier, de goût fastueux et artiste, conduisit le gouvernement du Dauphiné à un train que ses finances ne purent suivre. Il lui fallut recourir au seul moyen qui lui restait : vendre les seigneuries qui constituaient ses états. Le roi de Sicile, puis le pape Benoît XII, sollicités, ne donnèrent pas suite. Philippe VI, bien qu'accaparé par les débuts de la guerre de Cent Ans, réagit immédiatement. Établi à Sainte-Colombe, il s'imposa comme le seul acquéreur. Deux traités furent préparés sans aboutir. Mais de nouveaux frais engagés pour une croisade (1345-1347), la mort de son épouse la dauphine Marie des Baux (1346) et l'absence de tout héritier décidèrent Humbert II à abandonner le pouvoir sans plus attendre (son fils étant mort à l'âge de deux ans en 1335).
Un troisième traité fut signé le 30 mars 1349, habilement négocié par le protonotaire du roi, Amblard de Beaumont. Le Dauphiné de Viennois était confié au petit-fils de Philippe VI, Charles, moyennant 200 000 florins et une rente annuelle de 4 000 florins. La solution était habile : on ménageait tout de même les susceptibilités impériales en donnant le Dauphiné de Viennois en apanage à un prince et non directement au roi ; mais ce prince étant lui-même futur roi, on écartait le risque de voir se constituer un grand fief dommageable au royaume, comme devait le devenir plus tard la Bourgogne. Et c'est ainsi que le fils du roi porta le titre de dauphin de Viennois (puis dauphin de France) jusqu'à la fin de la monarchie française.
Quant à Humbert II, dernier dauphin indépendant, il devint le frère dominicain Humbert. Prieur du couvent de Saint-Jacques à Paris, patriarche d'Alexandrie, il allait être nommé évêque de Paris quand il mourut, en 1355.
La cérémonie officielle a lieu à Lyon le 16 juillet 1349. Humbert remet à Charles de Normandie (le futur Charles V le Sage) le sceptre, la bannière, l'anneau et l’ancienne épée du dauphin. À cette époque, Humbert II portait également les titres de « prince du Briançonnais, duc de Champsaur, marquis de Cézanne, comte de Vienne, d'Albon, de Grésivaudan, d'Embrun et de Gapençais, baron palatin de La Tour, de la Valbonne, de Montauban-sur-l'ouvèze et de Mévouillon », qu'il transmet également à la France.
Dès lors, le Dauphiné est réservé à l'héritier du trône de France. Charles V résida quelques mois à Grenoble et visita son nouveau territoire. D'autre part, cette annexion entraîna la création des États du Dauphiné. Les nouveaux dauphins ne résidant pas en permanence dans la province, des gouverneurs seront successivement nommés.

### Débuts d'une Province

Carte représentant le royaume de France en 1477 (la province du Dauphiné est dans le sud-est).

Le Dauphiné entrait dans le royaume de France au moment où commençait la guerre de Cent Ans. La participation de la nouvelle province française y fut assez importante. Frappée comme le reste du royaume par la peste noire de 1348, il lui faudra entre trois et quatre siècles selon les lieux, pour retrouver la situation démographique antérieure. Le Dauphiné eut à souffrir des Grandes Compagnies qui bourlinguèrent entre Rhône et Préalpes, précédées et suivie d'effroyable réputation. La noblesse dauphinoise participa activement aux grandes batailles livrées contre les Anglais, avec un loyalisme qui pour être récent n'en est pas moins solide. Trois cents chevaliers dauphinois périrent à la bataille de Verneuil (1424 : on leur dédia des monuments aux morts sous forme de fresques représentant la Vierge au manteau abritant les figures des défunts; l'une d'elles subsiste à l'église paroissiale de Laval. En juin 1430, le duc de Savoie Amédée VIII et le prince d'Orange Louis de Chalon, partisans du duc de Bourgogne attaquèrent le Dauphiné fidèle à Charles VII. Ils furent écrasés, alors que les Dauphinois étaient en infériorité numérique, devant le château d'Anthon, sur la rive gauche du Rhône en amont de Lyon. La province fut sauvée, l’invasion échoua. Presque en même temps, des prières publiques étaient prescrites dans la région pour la délivrance de Jeanne d'Arc.
Les rois de France s'attachèrent à achever à l'unité du Dauphiné. En 1355, le Faucigny fut échangé avec le duc de Savoie contre ses fiefs en Viennois ; en 1446 les comtés de Valentinois et de Diois complétèrent la province qui atteignait ses limites définitives. Le roi Charles V autorisa les délégués des trois ordres à se réunir pour consentir et répartir les impositions, États provinciaux, image réduite des États généraux. Le futur roi Louis XI est le seul dauphin royal (sous le nom de Louis II à avoir séjourné dans son apanage pour le gouverner (1447-1456). De main de maître, il organisa de façon plus rationnelle la justice et l'administration. Le Conseil delphinal devint un parlement, le troisième du royaume (1453) ; les seigneurs locaux, notamment les évêques, durent prêter hommage et obéir (ce fut le cas de Jean de Poitiers, archevêque de Vienne, en 1450). La centralisation monarchique progressait à grands pas.

### Guerres d'Italie
La poursuite du mirage italien par les rois de France produisait en Dauphiné un pesant va-et-vient de convois et de troupe, puisque le Mont-Genèvre fut le passage le plus utilisé : réquisitions, accroissements d'impôts, levées d'hommes, recrudescence des épidémies firent un triste contrepoint aux brillantes entrées des souverains dans leurs villes. La gloire eut aussi sa part et le Dauphiné s'honore de la figure du chevalier Pierre Terrail de Bayard. Né dans le manoir Bayard de Pontcharra, ce redoutable guerrier, aussi brillant dans les combats singuliers que dans les mouvements stratégiques, rendit les plus grands services à trois rois successifs Charles VIII, Louis XII et François Ier. Le dernier n'hésita pas à reconnaître sa dette en se faisant armer chevalier au lendemain de Marignan par ce seigneur de bien modeste origine. Ayant pu montrer également ses riches qualités humaines dans les fonctions de gouverneur du Dauphiné, Bayard fut blessé à mort en couvrant la retraite des Français en Milanais (1524).
De nombreux conseillers dauphinois participèrent également à l'administration des territoires italiens conquis par les troupes françaises.
Parmi les gouverneurs du Dauphiné au XVIe siècle, Gaston de Foix-Nemours (1509) s'illustrera par la suite comme capitaine des armées d'Italie et Antoine de Bourbon-Vendôme (1562), roi-consort de Navarre et père du futur Henri IV, remplacé à sa mort (1562) par le duc de Nemours.

### Guerres de religion

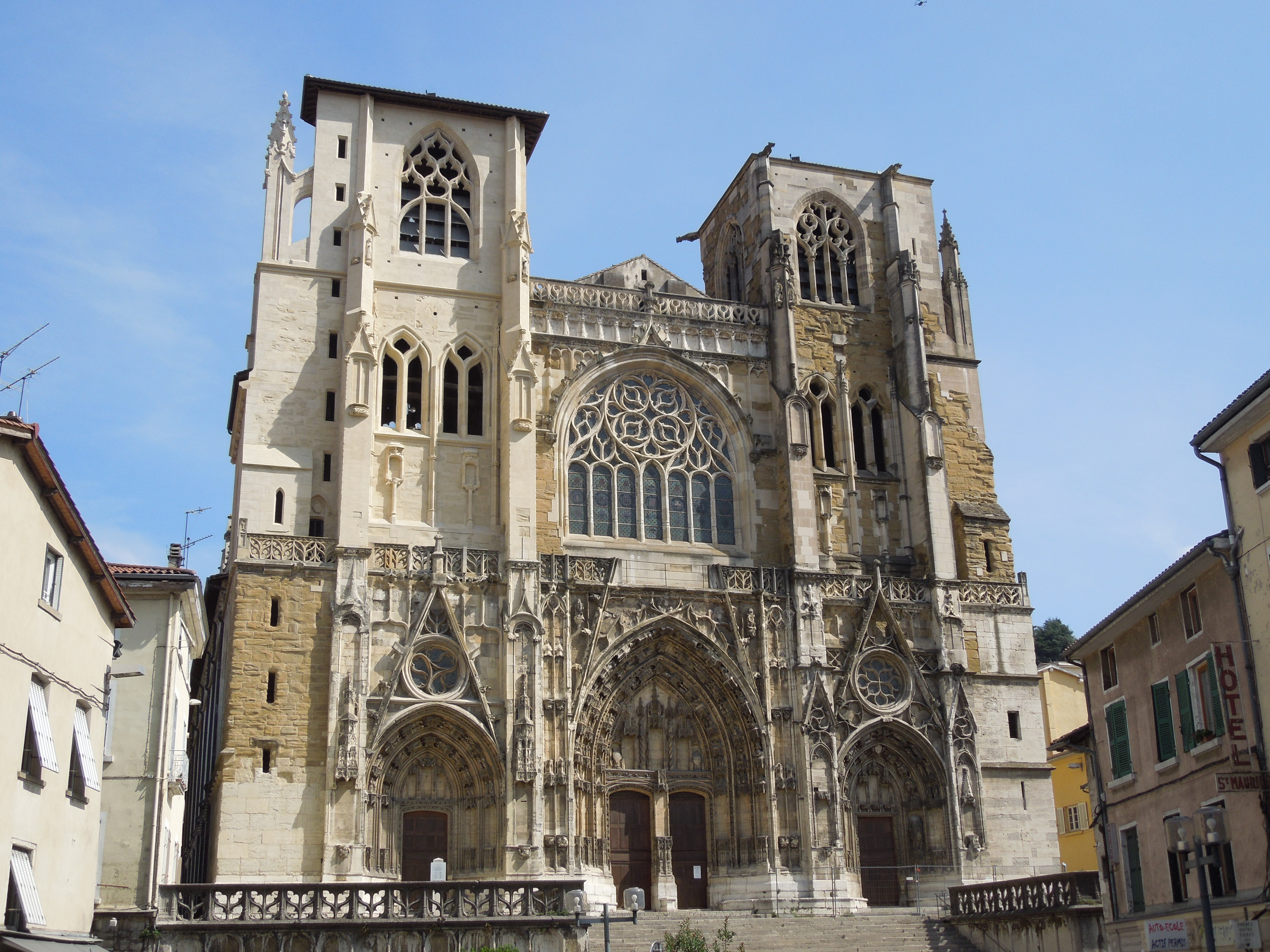
Cathédrale Saint-Maurice de Vienne.

Proche de Genève, attentif depuis longtemps aux prêches hérétiques, le Dauphiné fut rapidement atteint par la Réforme protestante. Nombre de nobles suivirent le mouvement, poussés sans doute aussi par l'envie de s'approprier les biens ecclésiastiques. Des prêtres, des moines prêcheurs, des évêques mêmes se montrèrent favorables à ces idées nouvelles. Des églises huguenotes s'établirent dans toute la province, plus denses dans le Valentinois et le Diois. Les deux communautés ennemies manifestèrent une extrême agressivité durant les guerres de religion. Le baron des Adrets, qui passa d'ailleurs d'un camp à l'autre avant d'être rejeté par les deux, se montra d'une cruauté particulièrement odieuse et son raid de 1562 se solda par d'irréparables destructions à Valence, Romans, Grenoble, Saint-Antoine-l'Abbaye, Vienne, entre autres. La modération du gouverneur catholique de Gordes, qui s'honora en refusant d'étendre à sa province le massacre de la Saint-Barthélemy (1572) n'empêcha pas le conflit de se poursuivre. Charles Dupuy de Montbrun, chef du parti protestant dauphinois, remporta de brillants succès, mais sa capture et son exécution ouvrirent la voie à Lesdiguières (gouverneur du Dauphiné puis lieutenant général du Dauphiné) qui se montra un chef de guerre encore supérieur.
À partir de 1575, Lesdiguières devint le chef unique des huguenots dans la région. Il parvint à défendre Corps, à s’emparer de Gap, mais il ne put empêcher la prise de La Mure par les catholiques et la défaite dans la Bataille de Jarrie en 1587. Il s’empara également de Montélimar et d’Embrun. L’accession d’Henri IV au trône du royaume de France lui permet de s’allier à La Valette, gouverneur du Dauphiné, et Ornano, Lieutenant-général de la province. Ils durent cependant affronter la Ligue catholique. Ces derniers s’emparèrent de Grenoble.
Lesdiguières vint faire le siège de la ville et au bout d’un mois d’escarmouches, il s’empara de la capitale dauphinoise le 22 décembre 1590. Briançon et Crest avaient déjà signé leur reddition, Vienne, la dernière, le fit en 1591.
Par la prise de Vienne, en 1591, Lesdiguères s'assura la maîtrise de toute la province. Fin politique, il cessa d'être un partisan pour servir Henri de Navarre, devenu Roi de France. Il imposa le calme à sa province et la défendit contre les nombreux assauts que Charles-Emmanuel de Savoie-Nemours, profitant des circonstances, lançait contre les frontières dauphinoises. Spécialiste hors ligne de la guerre de montagne, il excella aussi dans les sièges. Sa prise du fort Barraux, en 1598 est restée célèbre. En 1600, aux côtés de Sully, il fit capituler la citadelle de Montmélian, contraignant le duc de Savoie au traité de Lyon (1601).

### XVIIesiècle

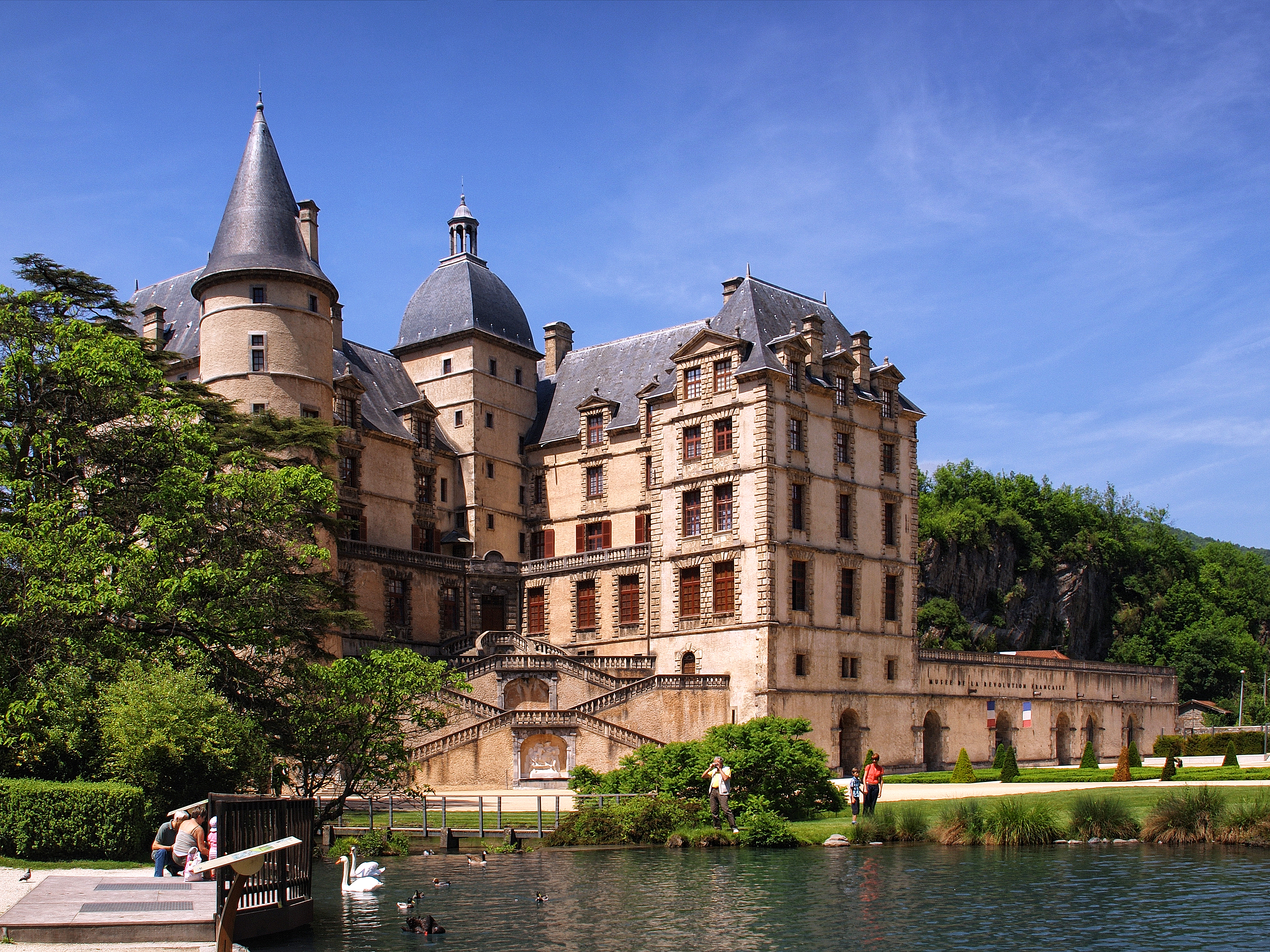
Château de Vizille

Maintenir la paix civile et remettre en route la vie économique pouvait paraître une tâche impossible. Lesdiguières, lieutenant-général du Dauphiné, l'entreprit, joignant une impitoyable rigueur à une grande habileté, il imposa aux protestants ses coreligionnaires, comme aux catholiques, la coexistence prévue par l'édit de Nantes et souvent difficilement acceptée. Il lança de grands travaux d'urbanisme et de fortification qui créèrent des emplois et ranimèrent de proche en proche la production. La construction ou la reconstruction de ponts à Grenoble, Vienne ou Claix, l'ouverture des routes, notamment la « route du Connétable » de Grenoble à Gap, facilitèrent le commerce. Il agrandit considérablement Grenoble en construisant une nouvelle enceinte, commença la construction de la Bastille, fit creuser un nouveau lit pour le Drac. Lesdiguières, seigneur de nombreux fiefs, richissime propriétaire, protecteur des artistes, entouré d'une cour brillante dans ses châteaux de Grenoble, Vizille (qui reste son plus bel héritage, il le fit construire à l'emplacement d'un ancien château médiéval pour son propre intérêt) ou des Diguières (Champsaur) était un des plus puissants personnages du royaume. Son abjuration en 1622 lui permit d'obtenir, honneur suprême, l'épée de connétable. Il devait être le dernier à porter ce titre. À sa mort en 1626, c'est son gendre Charles II de Créquy qui reprit la gouvernance et la lieutenance générale du Dauphiné.
Les règnes de Henri IV et Louis XIII sont aussi marqués par le procès des tailles. La taille, principal impôt direct, pesait sur les routiers et spécialement les paysans. Or, depuis le XIVe siècle, beaucoup de propriétaires avaient, par achat ou par mérite, obtenu l'accès à la noblesse, exempte de cette charge. Le nombre d'imposés diminuait en même temps que la surface imposable. Le Tiers-État des villes et des campagnes dauphinoises eut le mérite de savoir s'unir et s'organiser. Il obtint du roi la reconnaissance de son autonomie et engagea un procès. De 1602 à 1639 des arrêts opposés furent rendus et finalement, grâce notamment à Claude Brosse, « syndic des villages », la taille fut reconnue réelle en Dauphiné, c'est-à-dire établie sur la terre, en fonction d'un cadastre, quel que soit le statut social du propriétaire. On devine que Richelieu ne favorisa guère les libertés dauphinoises, même reconnues par l'acte de « transport » de 1349. Des châteaux furent démantelés ; les États Provinciaux furent suspendus en 1628, et à partir de 1630 un intendant vint représenter directement le pouvoir royal dans la province. Le célèbre Nicolas Fouquet exercera un moment cette fonction (1643-1644).
La guerre extérieure atteignit le Dauphiné à la fin du règne de Louis XIV. En 1692, le Duc de Savoie entra en France par le col du Vars, prit Embrun et Gap, brûla les châteaux de Tallard et des Disguières. Nicolas de Catinat (maréchal de France), réussi à couvrir Grenoble quand la ville était menacée. Durant la guerre de Succession d'Espagne, l'ennemi approcha du fort Barraux et de Briançon. Le Dauphiné italien fut cédé en 1713 au duché de Savoie par les traités d'Utrecht, lourde perte économique et stratégique pour la province et le royaume, mal compensé par l'acquisition de la vallée de l'Ubaye (Barcelonnette), pauvre et indûment rattachée à la Provence.

### XVIIIesiècle
Relativement calme, le XVIIIe siècle fut pour le Dauphiné un moment de prospérité, moins prononcé toutefois qu'ailleurs en France et certainement limité par l'exode protestant à la fin du XVIIe siècle. Le recul de la frontière en 1713 (traités d'Utrecht) entraîna à Briançon et sur les hauteurs environnantes, la construction de puissantes fortifications (dont nombre ont été marquées par le travail de Vauban) qui marquent encore aujourd'hui le paysage. Mais hormis une chaude alerte vers le Montgenèvre en 1747, la guerre étrangère épargna la province. Au contraire, la persécution qui visait les réformes resta longtemps rigoureuse et cruelle avant de se détendre dans les dernières décennies de l'Ancien Régime (règne de Louis XVI). Le pouvoir royal avait acquis une parfaite implantation, grâce notamment à des intendants consciencieux et laborieux, dont les enquêtes et les statistiques fournissant de précieux renseignements. L'autorité n'en fut pas moins bafouée des années durant par un paysan mal tourné devenu contrebandier : Mandrin. Comme il s'attaquait aux agents de la Ferme générale, engeance abhorrée, la légende en fit un redresseur de torts et un justicier, bien qu'il ait en réalité surtout suivi son propre intérêt. La vie intellectuelle se révélait très vivante, notamment à Grenoble, où se fonda une bibliothèque publique qui comptait parmi ses membres le grand-père de Stendhal. Déodat Gratet de Dolomieu qui créa la géologie et Jacques Vaucanson qui fut bien plus qu'un « mécanicien » sont des Dauphinois, comme Gabriel Bonnot de Mably, Étienne Bonnot de Condillac, en attendant Jean-Joseph Mounier et Antoine Barnave.

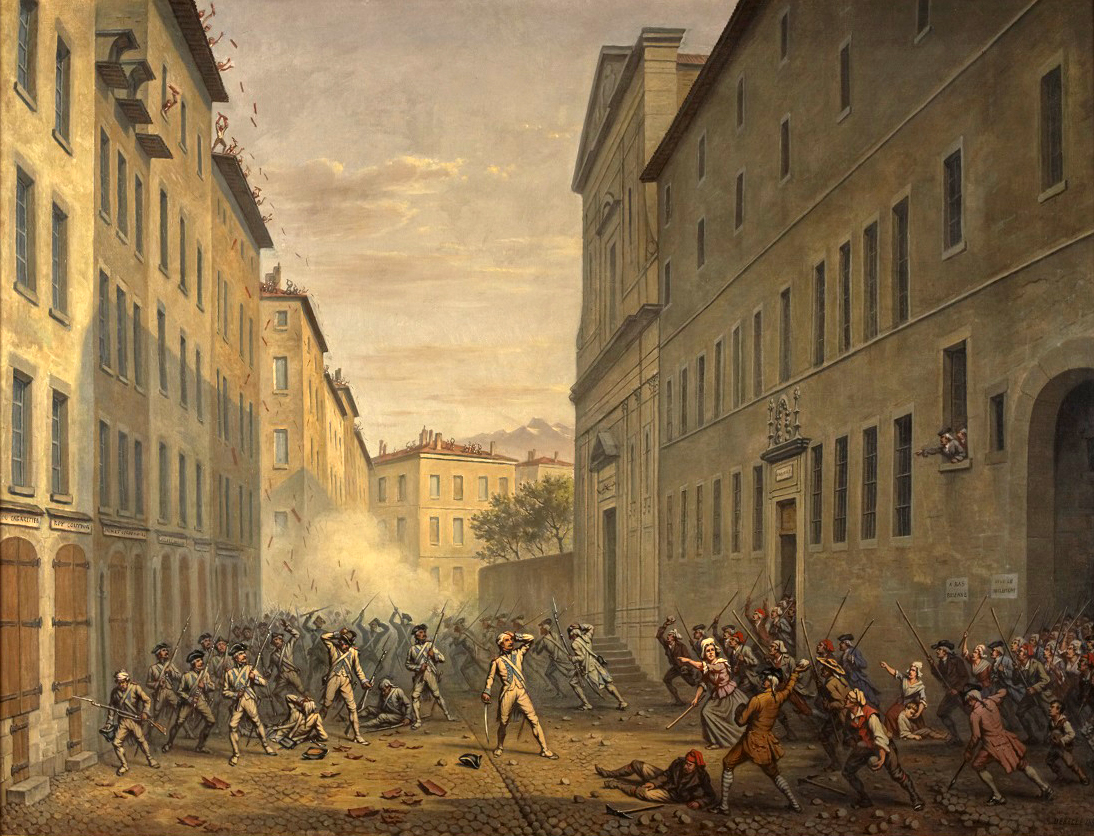
La Journée des Tuiles du 7 juin 1788 par Alexandre Debelle,
(musée de la Révolution française).

L'aube de la Révolution française devait donner au Dauphiné l'occasion de sortir du silence dans lequel il s'était enfermé. Le Parlement de Grenoble avait été des plus actifs dans l'attaque du « despotisme » et la défense des libertés dauphinoises, sans oublier les intérêts de ses propres membres. Les édits du 8 mai 1788 pris par Brienne, qui réduisaient les pouvoirs des parlements, furent très mal reçus : il fallut l'intervention de la force militaire pour en obtenir l'enregistrement. Le 7 juin 1788, les magistrats grenoblois ayant reçu l'ordre de gagner leur maison de campagne, clercs, procureurs et « autres suppôts du parlement » annoncèrent au petit peuple qu'on le privait de ses défenseurs. L'émeute s'amplifia, les troupes furent arrosées de projectiles lancés depuis les toits et le gouverneur retira l'ordre de départ des parlementaires. Ainsi s'acheva la Journée des Tuiles. Grâce à l'action d'hommes comme Mounier ou Barnave, cette poussée de fièvre se poursuivit de façon plus constructive ; l'industriel Claude Périer reçut dans son château de Vizille des représentants des trois ordres du Dauphiné.
Précédé d'une flatteuse réputation, Mounier, élu député du Tiers joua un rôle actif dans le passage des États généraux à l'Assemblée nationale constituante. Modéré, il se trouva vite dépassé par les troubles de l'été 1789 et démissionna dès octobre de la même année. Barnave, plus hardi, n'en finit pas moins dévoré par la Révolution qu'il avait contribué à lancer.
Le Dauphiné tout entier resta d'ailleurs relativement calme durant la décennie révolutionnaire. La Grande Peur de juillet 1789 ne se révéla meurtrière que dans les Terres froides et vers Crémieu.
La province perdit son existence officielle lors de la création des départements. Trois départements furent créés à la place du Dauphiné, l'Isère (préfecture : Grenoble), la Drôme (préfecture : Valence) et les Hautes-Alpes (préfecture : Gap). Division acquise non sans discussions dans lesquelles Vienne et Montélimar défendirent âprement leurs chances pour devenir préfecture. La principauté d’Orange se trouve quant à elle rattachée au département du Vaucluse.

## Circonscriptions

Le Dauphiné dans ses limites du XVIIIe siècle avec les communes et départements actuels

- Généralité de Grenoble

## Assemblée provinciale
- Les États de Dauphiné

## Juridictions
- Le Parlement du Dauphiné

## Commissaires du Roi
- Gouverneurs du Dauphiné
- Intendant du Dauphiné

## Subdivisions

### Bailliages

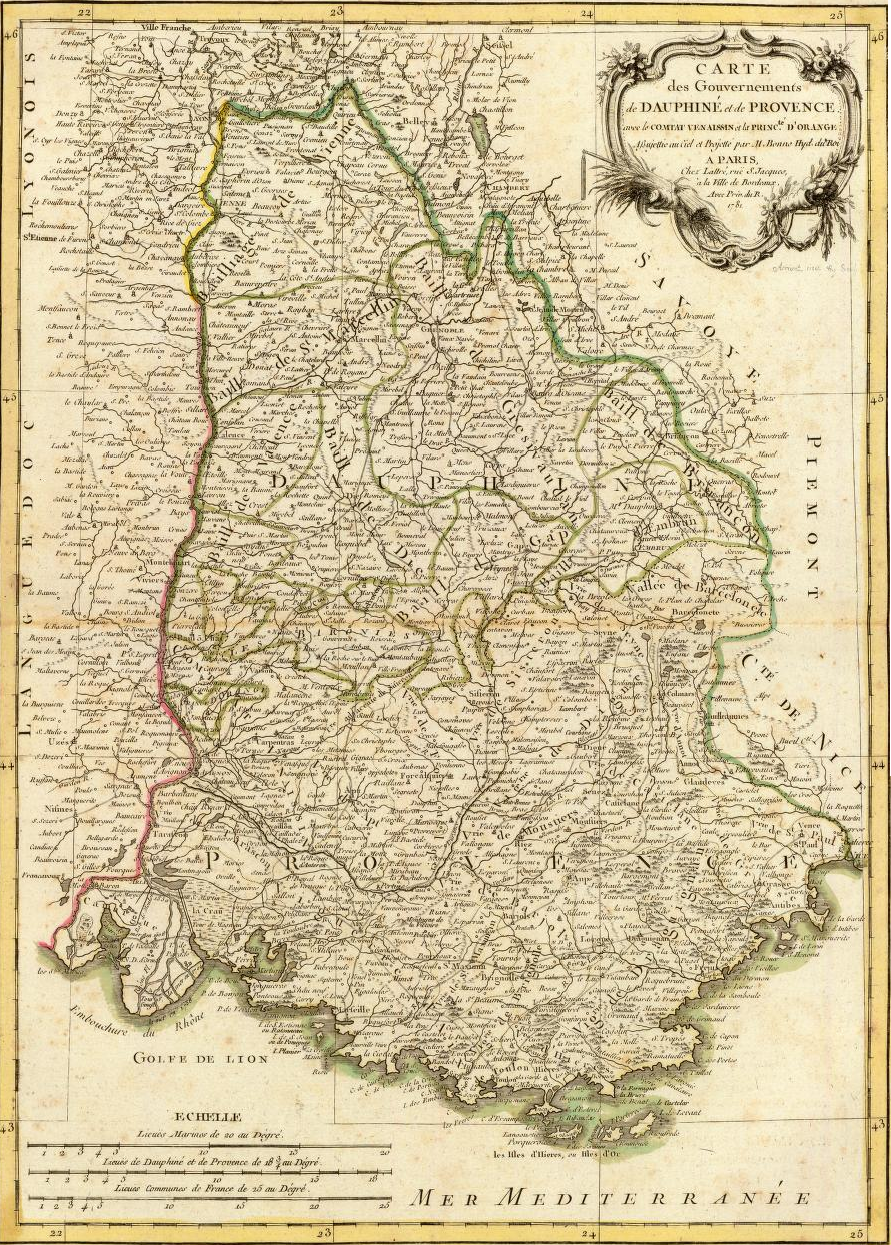
Les huit bailliages dauphinois sous l'Ancien Régime.

- Bailliage de Vienne
- Bailliage de Saint-Marcellin
- Bailliage de Grenoble
- Bailliage de Valence
- Bailliage de Die
- Bailliage de Briançon
- Bailliage de Gap
- Bailliage d'Embrun

### Divisions ecclésiastiques
- Diocèses et archidiocèses ayant leur siège en Dauphiné :
  - Archidiocèse de Vienne (archevêques)
  - Diocèse de Grenoble (évêques)
  - Diocèse de Valence (évêques)
  - Diocèse de Die (évêques)
  - Diocèse de Saint-Paul-Trois-Châteaux (évêques)
  - Archidiocèse d'Embrun (archevêques)
  - Diocèse de Gap (évêques)
- Diocèses et archidiocèses ayant leur siège hors du Dauphiné :
  - Archidiocèse de Lyon (archevêques)
  - Diocèse de Belley (évêques)
  - Diocèse de Vaison (évêques)
  - Diocèse de Suse  (évêques)
  - Diocèse puis Archidiocèse de Turin  (évêques et archevêques)